# JoWooD Entertainment
JoWooD Entertainment AG (раніше JoWooD Productions Software AG, зазвичай просто JoWood або JoWood Studio Vienna) — австрійський видавець відеоігор. Компанія заснована в 1995 році. 2011 року після банкрутства перейшла у власність Nordic Games GmbH, яка входить до складу Nordic Games Holding.
Серед виданих компанією ігор, є: автосимулятор Beam Breakers 2002 рік, серії RPG ігор Gothic, Torchlight і Spellforce, стратегії Industry Giant і серія The Guild, шутери Painkiller і багато інших ігор.

## Історія
JoWooD Productions Software AG була заснована в 1995 році в Ебензее Дітером Бернауером, Йоганном Райтінгером, Йоганном Шильхером та Андреасом Тоблером, а її штаб-квартира згодом була перенесена до Лізена, Австрія. В останні роки компанія мала п'ять дочірніх компаній: DreamCatcher Interactive, JoWooD Distribution Services, JoWooD Deutschland, JoWooD Iberica та Quantic Lab. У травні 2002 року JoWooD придбала Ravensburger Interactive та її дочірню компанію Fishtank Interactive.
У серпні 2005 року JoWooD спробувала розірвати угоду про розробку з розробником Perception Pty через брак якості їхнього продукту "Stargate SG-1". JoWooD здійснила цю акцію, вважаючи, що вони володіють ліцензією на гру Stargate SG-1: The Alliance, яка була оскаржена Perception.
4 листопада 2006 року JoWooD оголосила про придбання DreamCatcher Games, прагнучи вийти на північноамериканський ігровий ринок.
У січні 2007 року JoWooD оголосила про укладення дистриб'юторської угоди з Pinnacle Software, яка дозволить останній розповсюджувати ігри JoWooD у Великій Британії.
У жовтні 2009 року JoWooD змінила назву з JoWooD Productions Software AG на JoWooD Entertainment AG. Тоді ж JoWood також оголосила про угоду з Valve щодо розміщення майбутніх ігор JoWooD у Steam.
7 січня 2011 року JoWooD офіційно подала заяву про банкрутство і оголосила, що компанія буде готуватися до "процедури реорганізації капіталу". Однак 21 квітня 2011 року JoWooD оголосила, що, не зумівши домовитися з потенційними інвесторами, вони офіційно розпочали процедуру банкрутства і відкликали свою заяву про план рекапіталізації. У червні 2011 року JoWooD Entertainment разом з усіма своїми активами та дочірньою компанією Quantic Lab була придбана компанією Nordic Games. З цього моменту JoWooD припинила свою діяльність. Вся діяльність двох компаній перейшла до Nordic Games. 16 серпня 2011 року Nordic Games оголосила, що придбала продукти та бренди JoWooD, а також деякі лейбли компанії, зокрема The Adventure Company. Після придбання було оголошено, що JoWood та The Adventure Company стануть видавничими лейблами Nordic Games, дочірньої компанії Nordic Games Holding, яка перебуває у повній власності Nordic Games.

## Видані ігри
| Назва                                                                  | Опубліковано      | Платформи         | Розробники                              |
| ---------------------------------------------------------------------- | ----------------- | ----------------- | --------------------------------------- |
| Industry Giant                                                         | 14 квітня 1998    | Microsoft Windows | JoWooD Entertainment                    |
| Alien Nations                                                          | 11 травня 1999    | Microsoft Windows | Neo Software Produktions GmbH           |
| Panzer Elite                                                           | 26 жовтня 1999    | Microsoft Windows | Wings Simulations                       |
| Thandor: The Invasion                                                  | 1 грудня 2000     | Microsoft Windows | Innonics                                |
| Traffic Giant                                                          | 28 лютого 2001    | Microsoft Windows | JoWooD Entertainment                    |
| The Nations                                                            | 15 червня 2001    | Microsoft Windows | JoWooD Entertainment                    |
| The Sting!                                                             | 1 липня 2001      | Microsoft Windows | Neo Software Produktions GmbH           |
| Zax: The Alien Hunter                                                  | 9 жовтня 2001     | Microsoft Windows | Reflexive Entertainment                 |
| Rally Trophy                                                           | 20 листопада 2001 | Microsoft Windows | Bugbear Entertainment                   |
| AquaNox                                                                | 30 листопада 2001 | Microsoft Windows | Massive Development                     |
| Hard Truck 2: King of the Road                                         | 7 червня 2002     | Microsoft Windows | SoftLab-NSK                             |
| Arx Fatalis                                                            | 28 червня 2002    | Microsoft Windows | Arkane Studios                          |
| Arx Fatalis                                                            | 23 грудня 2003    | Xbox              | Wizarbox                                |
| Cultures 2: The Gates of Asgard                                        | 26 серпня 2002    | Microsoft Windows | Funatics Development GmbH               |
| Michael Schumacher Racing World Kart 2002                              | 18 вересня 2002   | Microsoft Windows | Radon Labs                              |
| Michael Schumacher Racing World Kart 2002                              | 18 вересня 2002   | PlayStation       | Radon Labs                              |
| Industry Giant II                                                      | 30 вересня 2002   | Microsoft Windows | JoWooD Entertainment                    |
| Beam Breakers                                                          | 10 жовтня 2002    | Microsoft Windows | Similis Software GmbH                   |
| Archangel                                                              | 18 жовтня 2002    | Microsoft Windows | Metropolis Software                     |
| Europa 1400: The Guild                                                 | 25 жовтня 2002    | Microsoft Windows | 4HEAD Studios                           |
| The Nations Nations Gold Edition / The Nations 2                       | 16 листопада 2002 | Microsoft Windows | JoWooD Entertainment                    |
| Gothic II                                                              | 29 листопада 2002 | Microsoft Windows | Piranha Bytes                           |
| K-Hawk: Survival Instinct                                              | 10 грудня 2002    | Microsoft Windows | Similis Software GmbH                   |
| Cold Zero: The Last Stand                                              | 13 квітня 2003    | Microsoft Windows | JoWooD Entertainment                    |
| Сусіди з Пекла 1: Солодка помста                                       | 20 червня 2003    | Microsoft Windows | JoWooD Entertainment Relativity Play    |
| Сусіди з Пекла 1: Солодка помста                                       | 4 березня 2005    | GameCube          | JoWooD Entertainment Relativity Play    |
| Сусіди з Пекла 1: Солодка помста                                       | 4 березня 2005    | Xbox              | JoWooD Entertainment Relativity Play    |
| Gothic II: Night of the Raven - Доповнення                             | 22 серпня 2003    | Microsoft Windows | Piranha Bytes                           |
| AquaNox 2: Revelation                                                  | 22 серпня 2003    | Microsoft Windows | Massive Development                     |
| Chaser                                                                 | 30 серпня 2003    | Microsoft Windows | Cauldron                                |
| Cold Zero: No Mercy                                                    | 22 жовтня 2003    | Microsoft Windows | JoWooD Entertainment                    |
| Railroad Pioneer                                                       | 29 жовтня 2003    | Microsoft Windows | Kritzelkratz 3000                       |
| Silent Storm                                                           | 31 жовтня 2003    | Microsoft Windows | Nival Interactive                       |
| SpellForce: The Order of Dawn                                          | 28 листопада 2003 | Microsoft Windows | Phenomic Game Development               |
| Söldner: Secret Wars                                                   | 27 травня 2004    | Microsoft Windows | Wings Simulations                       |
| Transport Giant                                                        | 8 червня 2004     | Microsoft Windows | JoWooD Entertainment                    |
| SpellForce: Breath of Winter - Expansion Pack                          | 24 червня 2004    | Microsoft Windows | Phenomic Game Development               |
| SpellForce: The Shadow of the Phoenix - Expansion Pack                 | листопада 2004    | Microsoft Windows | Phenomic Game Development               |
| Söldner: Secret Wars Reloaded                                          | 11 листопада 2004 | Microsoft Windows | Wings Simulations                       |
| Söldner: Marine Corps - Expansion Pack                                 | 25 лютого 2005    | Microsoft Windows | Wings Simulations                       |
| Neighbours from Hell 2: On Vacation                                    | 27 березня 2006   | Microsoft Windows | JoWooD Entertainment Relativity Play    |
| Neighbours from Hell 2: On Vacation                                    | 27 березня 2006   | iOS               | JoWooD Entertainment Relativity Play    |
| Neighbours from Hell 2: On Vacation                                    | 27 березня 2006   | Android           | JoWooD Entertainment Relativity Play    |
| Legend of Kay                                                          | 2 березня 2005    | PlayStation 2     | Neon Studios                            |
| SpellForce 2: Shadow Wars                                              | 20 квітня 2006    | Microsoft Windows | Phenomic Game Development               |
| The Guild 2                                                            | 29 вересня 2006   | Microsoft Windows | 4HEAD Studios                           |
| Gothic 3                                                               | 13 жовтня 2006    | Microsoft Windows | Piranha Bytes                           |
| Freak Out: Extreme Freeride                                            | 30 березня 2007   | PlayStation 2     | ColdWood Interactive                    |
| Freak Out: Extreme Freeride                                            | 28 серпня 2007    | Microsoft Windows | ColdWood Interactive                    |
| SpellForce 2: Dragon Storm                                             | 14 травня 2007    | Microsoft Windows | Phenomic Game Development               |
| The Guild 2 - Pirates of The European Sea - Stand-alone expansion pack | 18 травня 2007    | Microsoft Windows | 4HEAD Studios                           |
| Space Force: Rogue Universe                                            | 5 червня 2007     | Microsoft Windows | Provox Games                            |
| SpellForce Universe Edition - Collection pack                          | 15 жовтня 2007    | Microsoft Windows | Phenomic Game Development               |
| Gothic Universe Edition - Collection pack                              | 15 жовтня 2007    | Microsoft Windows | DreamCatcher Interactive                |
| Painkiller: Overdose                                                   | 30 жовтня 2007    | Microsoft Windows | Mindware Studios                        |
| Gothic 3: The Beginning                                                | 15 січня 2008     | Java ME           | Handy-Games GmbH                        |
| The Golden Horde                                                       | 28 березня 2008   | Microsoft Windows | World Forge                             |
| Painkiller Universe - Collection Pack                                  | 8 липня 2008      | Microsoft Windows | DreamCatcher Interactive                |
| The Guild 2 - Venice - Stand-alone Expansion Pack                      | 7 жовтня 2008     | Microsoft Windows | Trine Games                             |
| Gothic 3: Forsaken Gods - Доповнення                                   | 21 листопада 2008 | Microsoft Windows | Trine Games Mad Vulture Games           |
| Painkiller: Resurrection                                               | 27 жовтня 2009    | Microsoft Windows | HomeGrown Games                         |
| Yoga for Wii                                                           | 27 листопада 2009 | Nintendo Wii      | Trine Games                             |
| Torchlight                                                             | 9 квітня 2010     | Microsoft Windows | Runic Games                             |
| Arcania: Gothic 4                                                      | 12 жовтня 2010    | Microsoft Windows | Spellbound Entertainment                |
| Arcania: Gothic 4                                                      | 12 жовтня 2010    | Xbox 360          | Black Forest Games                      |
| Arcania: Gothic 4                                                      | вересня 2011      | PlayStation 3     | Black Forest Games                      |
| The Guild 2 - Renaissance - Stand-alone expanded edition               | 19 жовтня 2010    | Microsoft Windows | 4HEAD Studios                           |
| Painkiller: Redemption                                                 | 25 лютого 2011    | Microsoft Windows | DreamCatcher Interactive                |
| SpellForce 2: Faith in Destiny                                         | 19 червня 2012    | Microsoft Windows | Trine Games Mind Over Matter [джерело?] |

## Виноски
1. ↑  GameZone. JoWooD Entertainment Files for Bankruptcy. Архів оригіналу за 13 січня 2011. Процитовано 16 квітня 2015.
2. ↑  Jowood Terminates Development Agreement with Perception - PC News at GameSpot
3. ↑  Video Games, Wikis, Cheats, Walkthroughs, Reviews, News & Videos - IGN. IGN. Архів оригіналу за 6 лютого 2012. Процитовано 16 квітня 2015. [Архівовано 2012-02-06 у Wayback Machine.]
4. ↑  Aktuelle Aussendungen. euro adhoc - IR-Kommunikation. Архів оригіналу за 21 липня 2011. Процитовано 16 квітня 2015. [Архівовано 2011-07-21 у Wayback Machine.]
5. ↑  JoWooD Productions Sign with Pinnacle. 10 січня 2007.
6. ↑  Rietumu Guide. Архів оригіналу за 29 червня 2010. Процитовано 16 квітня 2015. [Архівовано 2010-06-29 у Wayback Machine.]
7. ↑  JoWood: Sanierungsverfahren gescheitert, Publisher ist am Ende. PC GAMES. 21 квітня 2011. Архів оригіналу за 24 вересня 2015. Процитовано 16 квітня 2015. [Архівовано 2015-09-24 у Wayback Machine.]
8. ↑  JoWooD - Now Swedish … sort of! - RPGWatch Forums. Процитовано 16 квітня 2015.
9. ↑  JoWooD & The Adventure Company, wholly owned labels of Nordic Games. Nordic Games. Архів оригіналу за 16 серпня 2011. Процитовано 17 серпня 2011.
10. ↑  Nordic Games Holding AB Group Acquires JoWood & The Adventure Company. Nordic Games. 16 серпня 2011. Архів оригіналу за 18 січня 2012. Процитовано 17 серпня 2011.
11. ↑  Alien Nations - PC. IGN. Архів оригіналу за 21 серпня 2017. Процитовано 9 грудня 2013.
12. ↑  Panzer Elite - PC. IGN. Архів оригіналу за 4 лютого 2016. Процитовано 3 червня 2015.
13. ↑  Some Information news - Hard Truck 2: King of the Road Game. ModDB. Архів оригіналу за 1 квітня 2018. Процитовано 3 червня 2015.
14. ↑  Cultures 2: The Gates of Asgard. GameSpot. Архів оригіналу за 20 травня 2019. Процитовано 4 червня 2015.
15. ↑  K-Hawk: Survival Instinct. GameSpot. Архів оригіналу за 2 квітня 2019. Процитовано 4 червня 2015.
16. ↑  Neighbours from Hell: Revenge is a Sweet Game (PC CD). Amazon. Архів оригіналу за 17 жовтня 2019. Процитовано 3 червня 2015.
17. ↑  Cold Zero: No Mercy. GameSpot. Архів оригіналу за 11 травня 2019. Процитовано 4 червня 2015.
18. ↑  Railroad Pioneer - Content. Kritzelkratz 3000 GmbH. Архів оригіналу за 5 лютого 2016. Процитовано 4 червня 2015. [Архівовано 2016-02-05 у Wayback Machine.]
19. ↑  KRITZELKRATZ 3000 - Game Development. Kritzelkratz 3000 GmbH. Архів оригіналу за 11 травня 2004. Процитовано 4 червня 2015. [Архівовано 2004-05-11 у Wayback Machine.]
20. ↑  The Storm is coming! - JoWooD News Archive. JoWooD Entertainment. Архів оригіналу за 10 вересня 2004. Процитовано 3 червня 2015. [Архівовано 2004-09-10 у Wayback Machine.]
21. ↑  Welcome at Phenomic Game Development - Latest News. Phenomic Game Development. Архів оригіналу за 6 лютого 2005. Процитовано 3 червня 2015.
22. ↑  Transport Giant on Steam. Steam. Архів оригіналу за 20 жовтня 2020. Процитовано 3 червня 2015.
23. ↑  SpellForce Breath of Winter in UK stores today!. JoWooD Entertainment. Архів оригіналу за 6 вересня 2004. Процитовано 3 червня 2015. [Архівовано 2004-09-06 у Wayback Machine.]
24. ↑  SpellForce News Archive. JoWooD Entertainment. Архів оригіналу за 29 серпня 2005. Процитовано 3 червня 2015. [Архівовано 2005-08-29 у Wayback Machine.]
25. ↑  Solder: Marine Corps. GameSpot. Архів оригіналу за 11 травня 2019. Процитовано 3 червня 2015.
26. ↑  Neighbours from Hell: On Vacation. GameSpot. Архів оригіналу за 6 жовтня 2019. Процитовано 3 червня 2015.
27. ↑  PAL version of the PlayStation 2 release. Published in North America by Capcom. Capcom Release Date Info. Capcom. Архів оригіналу за 1 червня 2006. Процитовано 4 червня 2015. [Архівовано 2006-06-01 у Wayback Machine.]
28. ↑  In cooperation with Deep Silver. The Guild 2 - DEEP SILVER. Capcom. Архів оригіналу за 6 травня 2007. Процитовано 4 червня 2015. [Архівовано 2007-05-06 у Wayback Machine.]
29. ↑  EU release in affiliation with Deep Silver. NA release by Aspyr Media.
30. ↑  Release Data - Freak Out: Extreme Freeride. GameFAQs. Архів оригіналу за 18 жовтня 2015. Процитовано 4 червня 2015.
31. ↑  SpellForce 2: Dragon Storm. Metacritic. Архів оригіналу за 26 грудня 2018. Процитовано 4 червня 2015.
32. ↑  EU release. Released in AU by N3VRF41L Publishing and in the US by DreamCatcher Interactive.
33. ↑  Also released under the name The Guild 2: Pirates of the High Seas. The Guild 2: Pirates of the High Seas for PC. GameFAQs. Архів оригіналу за 5 червня 2015. Процитовано 4 червня 2015.
34. ↑  Initially delayed due to logistical issues. Die Gilde 2: Release des AddOns wurde verschoben [The Guild 2: Release of the add-ons has been delayed] (German) . Spieletipps. Архів оригіналу за 15 червня 2018. Процитовано 4 червня 2015. [Архівовано 2018-06-15 у Wayback Machine.]
35. ↑  Space Force: Rogue Universe. Metacritic. Процитовано 4 червня 2015.
36. ↑  SpellForce Universe Edition. IGN. Архів оригіналу за 8 листопада 2017. Процитовано 4 червня 2015.
37. ↑  Details and Credits - Gothic Universe. MetaCritic. Архів оригіналу за 16 грудня 2018. Процитовано 4 червня 2015.
38. ↑  EU region. RU release by Russobit-M
39. ↑  Painkiller Universe. GameSpot. Архів оригіналу за 11 травня 2019. Процитовано 4 червня 2015.
40. 1 2  Trine Entertainment Ltd. - Games. Trine Games. Архів оригіналу за 23 липня 2012. Процитовано 4 червня 2015. [Архівовано 2012-07-23 у Wayback Machine.]
41. ↑  EU retail version. Torchlight Release Information. GameFAQs. Архів оригіналу за 22 квітня 2015. Процитовано 4 червня 2015.
42. ↑  The Guild 2: Renaissance. Metacritic. Архів оригіналу за 2 лютого 2019. Процитовано 4 червня 2015.